# Леднёва, Алина Андреевна
Алина Андреевна Леднёва (урожденная Новикова) (16 июля 1997 года, Ростов, Ярославская область, Россия) — российская профессиональная баскетболистка, выступающая за команду «Казаночка», кандидат в мастера спорта России.

## Карьера
В детском возрасте проявила себя в играх школьной баскетбольной лиги «КЭС-БАСКЕТ».
Во взрослом баскетболе дебютировала в Иванове. Вначале она выступала за «Энергию-Юниор» и «Энергию-2», а в 2016 году провела 10 матчей в Премьер-Лиге за основу «тигриц». Затем Леднёва несколько лет провела в системе «Казаночки». 
Алина также выступала в турнирах АСБ за казанскую «Академию спорта». 
Участница Европейских университетских игр в Португалии г. Коимбра (2018)
В 2019 году Леднёва в составе студенческой сборной России приняла участие в летней Универсиаде в Неаполе.
В 2021 году Леднёва играла в чемпионате России по баскетболу 3×3 за «Тулпар». В ее составе она стала бронзовым призером турнира и вошла в символическую четверку сезона. 
В июне 2021 года баскетболистка спустя пять лет вернулась в Премьер-Лигу и подписала контракт с новосибирским «Динамо».

## Достижения
- Бронзовый призер чемпионата России по баскетболу 3×3 (1): 2021.
- Бронзовый призер чемпионата АСБ (1): 2016/2017.
- Победительница Суперфинала АСБ по баскетболу 3×3 (1): 2017.
- Серебряный призёр Студенческой лиги и Суперлиги-1 (по 1): 2018/2019